# Chuquiraga avellanedae
Chuquiraga avellanedae là một loài thực vật có hoa trong họ Cúc. Loài này được Lorentz mô tả khoa học đầu tiên năm 1881.